# 阿拉腾朝格苏木
阿拉腾朝格苏木，是中华人民共和国内蒙古自治区阿拉善盟阿拉善右旗下辖的一个乡镇级行政单位。

## 行政区划
阿拉腾朝格苏木下辖以下地区：
那仁布拉格嘎查、查干德日斯嘎查、查干通格嘎查、呼和乌拉嘎查、阿拉腾塔拉嘎查和瑙滚布拉格嘎查。